# Rudolf Theilmann
Rudolf "Rudi" Theilmann (né le 3 avril 1942 à Pforzheim) est un historien de l'art et batteur de jazz allemand.

## Biographie
Rudolf Theilmann passe son Abitur au lycée Kepler de Pforzheim (de) en 1962 et étudie ensuite l'histoire de l'art, l'archéologie classique, la philosophie et l'histoire économique et sociale à l'Université de Heidelberg. En 1971, il obtient son doctorat sous la direction d'Ewald M. Vetter avec une thèse sur "l'école de Karlsruhe de Johann Wilhelm Schirmer". À partir de 1971, il travaille comme assistant de recherche à la Staatliche Kunsthalle Karlsruhe. De 1998 jusqu'à sa retraite en 2002, il y dirige l'imprimerie. Il constitue également les "Archives des artistes de Bade" à la Staatlichen Kunsthalle Karlsruhe.
Theilmann est également batteur depuis 1959. Il joue d'abord du jazz old-time avec les Delta Rhythm Kings (enregistrés en 1960), mais est rapidement passé au hard bop. À partir de 1965, il joue dans le Modern Jazz Quintet Karlsruhe (avec entre autres Herbert Joos (de), Wilfried Eichhorn, Helmut Zimmer, Claus Bühler), avec qui il trouve sa propre approche du free jazz, reçoit le premier prix au Zurich Amateur Jazz Festival en 1969 et s'est produit au Frankfurt Jazz Festival en 1970. Les disques enregistrés avec ce groupe reçoivent « systématiquement tout au plus des éloges de la presse spécialisée. À partir de 1972, il est membre du groupe résultant Fourmenonly, qui existe jusqu'en 1977 et enregistre deux autres disques. Il joue alors dans divers ensembles et se tourne vers la musique d'improvisation. À partir de 1984, il joue avec Helmut Bieler-Wendt (de) dans le quatuor DFTh+HB-W. À partir de 1994, il forme un duo avec Bieler-Wendt (livre/CD Freispiel, 2000). Au nom du Goethe-Institut, il fait des apparitions en Égypte, en Grèce, au Liban et à Chypre. À Karlsruhe, il est l'un des fondateurs du club de jazz et il est le concepteur du programme de 1983 à 2007.

## Publications (sélection)
- Johann Wilhelm Schirmers Karlsruher Schule. Dissertation Heidelberg 1971 (mit Lebenslauf).
- mit Edith Ammann: Die deutschen Zeichnungen des 19. Jahrhunderts. Staatliche Kunsthalle Karlsruhe. Müller, Karlsruhe 1978,  (ISBN 3-7880-9580-6).
- Joseph August Beringer (de): Badische Malerei 1770–1920. Mit Vorwort und einem biographisch-bibliographischen Anhang von Rudolf Theilmann. Karlsruhe 1979.
- Gustav Kampmann: 1859–1917. Zeichnungen aus dem Kupferstichkabinett der Staatlichen Kunsthalle Karlsruhe. Staatliche Kunsthalle Karlsruhe, Karlsruhe 1994,  (ISBN 3-925212-27-2).
- Grossherzogliche Lieblingspromenaden. Johann Wilhelm Schirmers fünf Ansichten aus der Umgebung von Baden-Baden. Staatliche Kunsthalle Karlsruhe, Karlsruhe 1999,  (ISBN 3-925212-45-0).

## Discographie (extrait)
- 1988: …Beyond The Blue; Musikverlag H. Burger & M. Müller; Rudolf Theilmann, Helmut Bieler-Wendt, Johannes Frisch, Helmut Dinkel.
- 1991: Infrarot; Chef Records; Rudolf Theilmann, Helmut Bieler-Wendt, Johannes Frisch, Helmut Dinkel, Heinz-Erich Gödecke (de).
- 2000: Freispiel; MusiCirkus; Rudolf Theilmann, Helmut Bieler-Wendt.